# Колеџ Парк скајхокси
Колеџ Парк скајхокси (енгл. College Park SkyHawks) амерички је кошаркашки клуб из Колеџ Парка у Џорџији. Клуб се такмичи у НБА развојној лиги и тренутно је филијала НБА тима Атланта хокси.

## Историја
Орландо меџик је у децембру 2016. године купио првобитну франшизу Ири бејхокса. Та франшиза је по завршетку сезоне 2016/17. пресељена у Лејкланд на Флориди и добила је име Лејкланд меџик. Атланта хокси су у јануару 2017. године објавили да ће њихова новооснована франшиза у сезонама 2017/18. и 2018/19. бити смештена у Ирију и носити име Ири бејхокси.

## Познатији играчи
- Кени Габријел